# Florennes
Florennes är en kommun i Belgien.   Den ligger i provinsen Namur och regionen Vallonien, i den centrala delen av landet, 70 km söder om huvudstaden Bryssel. Antalet invånare är 11 505.
I omgivningarna runt Florennes växer i huvudsak blandskog. Runt Florennes är det ganska glesbefolkat, med 39 invånare per kvadratkilometer.